# Сибирские высшие женские курсы
Сибирские высшие женские курсы (СВЖК), или Высшие женские курсы в Томске — первое женское высшее учебное заведение Томска начала XX века (1910—1920).

## История
Во второй половине XIX века женщины вели активную борьбу за право на высшее образование. После издания «Положений» о женских училищах ведомства министерства народного просвещения стали открываться Высшие женские курсы, так как университеты оставались сугубо мужскими учебными заведениями.
Сибирские высшие женские курсы были открыты в Томске 26 октября (8 ноября) 1910 года, в день годовщины присоединения Сибири к России.
Инициаторами создания курсов выступили профессора Томских вузов В. В. Сапожников, Б. П. Вейнберг, Е. Л. Зубашев, Н. И. Карташев и другие. Содействовал открытию курсов томский губернатор Н. Л. Гондатти. Министерство народного просвещения одобрило идею, выразило готовность предоставить выпускницам права окончивших высшее учебное заведение, но финансовых обязательств на себя не приняло. В 1909 году было организовано Общество для доставления средств Сибирским высшим женским курсам, в котором состояли Г. Н. Потанин, В. Н. Саввин, В. В. Сапожников, А. А. Кухтерина и др.; главой комитета, руководившего деятельностью общества была избрана М. М. Гондатти, после её отъезда из Томска — Е. Л. Зубашев.
Комитет первого состава развернул широкую деятельность — устраивались благотворительные лекции, вечера, базары и др. В 1910 года членами общества числилось 152 человека, а в 1911 году — уже 663. В Обществе был представлен весь цвет интеллигентного и делового Томска: крупные предприниматели В. Вытнов, С. Горохов, И. и А. Кухтерины, Д. Зверев, профессора И. Грамматикати, И. Базанов, И. Бобарыков, инженеры В. Реутовский, Н. Боголюбский, И. Бресневич, врачи П. Ломовицкий, А. Макушин и др. 10 000 рублей на постройку здания выделила городская управа, 3 000 внёс известный сибирский просветитель П. И. Макушин. Как только Обществом были найдены необходимые средства и сформирован преподавательский состав, было вынесено решение об объявлении набора слушательниц.
Курсы заняли один этаж (семь комнат) частного деревянного дома Слосмана (ныне не существует) по улице Еланской (ныне — ул. Советская).
Сибирские женские курсы были закрыты Сибревкомом в 1920 году — женщинам разрешили поступать в университет наравне с мужчинами.

## Сибирские высшие женские курсы (1910—1920)
Структура курсов
- Первоначально на курсах был один факультет — физико-математический, с одним отделением — естественным, на которое в 1910 году поступило 80 слушательниц;

- В 1911 году было открыто второе отделение — математическое.

Подготовка специалистов
Первым директором курсов стал профессор кафедры минералогии и кристаллографии Томского технологического института и кафедры минералогии Томского университета Аркадий Валерианович Лаврский.
Согласно «Правилам о Сибирских Высших Женских Курсах в г. Томске»: «в слушательницы курсов принимаются лица, окончившие курс женских гимназий или одинаковых с ними по правам учебных заведений и удовлетворяющих требованиям, установленным Министерством народного просвещения для поступления в соответствующие высшие женские заведения» — это были выпускницы семиклассных женских гимназий и епархиальных училищ.
Первоначально предполагалось преподавать богословие, математику, физику, физическую географию, химию, ботанику, зоологию, сравнительную анатомию, минералогию, геологию и палеонтологию, географию и педагогику. Устанавливался 4-летний срок обучения.
Бюджет курсов на 80 % состоял из платы за учёбу, на 20 — из субсидий города, обществ и частных лиц. Взнос за учёбу составлял 120 рублей в год (для сравнения: в Ростове-на-Дону- 200 руб). Обучение шло по программам университета и технологического института и велось на самом высоком уровне.
Профессор Е. Л. Зубашев писал: 

Курсы открылись: молодые сибирячки массой ринулись в этот новый храм науки и с энтузиазмом принялись за науку. Все без исключения профессора и преподаватели приходят в восхищение, следя за занятиями слушательниц: рвение и серьезное отношение к занятиям составляют общую отличительную черту всех курсисток; в этом отношении они далеко превосходят своих товарищей студентов
Профессор Н. Ф. Кащенко отмечал: 

Прилежание слушательниц не оставляло желать ничего лучшего […]. Создалась особая атмосфера. Вступая на женские курсы, чувствуешь, что никаких посторонних задач здесь нет ни у преподавателей, ни у слушательниц. Есть только одна объединяющая тех и других забота: дать и получить знание
В 1910/1911 учебном году курсы занимали один этаж частного деревянного одноэтажного дома.
В 1911 году томская городская управа выделила 10 тысяч рублей для строительства отдельного каменного здания для курсов.
Первый выпуск сибирских курсисток состоялся в 1914 году. Директор курсов Б. П. Вейнберг вспоминал: 

Сибирские высшие женские курсы более счастливы пока в том отношении, что из 87 поступивших в 1910 году на курсы к концу 1914 году осталось 50, тогда как по средней норме русской высшей школы их могло бы быть всего 22 (1/20)
В 1914 году Сибирским высшим женским курсам был присвоен статус высшего учебного заведения. Оно стало четвёртым в Сибири (от Урала до Тихого океана). Два вуза были открыты до этого в Томске и один во Владивостоке.
В 1913 году правительство официально разрешило приём на медицинский факультет Томского университета сибирячек православного вероисповедания, через два года - на юридический. В 1913 году состоялась защита докторской диссертации женщиной - З. Н. Несмеловой, выпускницы Петербургского женского медицинского института.
В 1914 году поднимался вопрос об открытии гуманитарного, историко-филологического факультета, но война помешала этим планам.
В 1915 году Министерство просвещения допустило первых 29 выпускниц к испытаниям в государственной экзаменационной комиссии. Первые выпускницы курсов — Е. Киселева, Т. Триполитова, Е. Воронина, Е. Волочнева — были приняты в качестве ассистентов на кафедры университета.

## Выдающиеся выпускницы
- Еннафа Никитина (1916) — советский учёный-ботаник, специалист по флоре Киргизии.
- Нейбург, Мария Фридриховна (1917) — геолог, палеонтолог.
- Вера Кудрявцева — доктор физико-математических наук, профессор, проректор ТГУ
- Лидия Сергиевская (1920) — доктор биологических наук, Почётный профессор ТГУ.
- Евстолия Аравийская — профессор, декан ММФ ТГУ (проработала в ТГУ 55 лет)
- Мария Орлова — профессор, заведующая кафедрой аналитической химии ТГУ

В 1918 году было открыто педагогическое отделение, численность слушательниц возросла до 713 человек. С 1917 года диплом курсов был приравнен к университетскому.
В связи с допуском женщин к обучению в университетах в 1920 году курсы были закрыты решением Сибревкома. Всего за десятилетний период было принято 1426 слушательниц, из которых 1266 на естественное отделение и 160 — на математическое; к моменту закрытия состоялось шесть выпусков слушательниц.

## Известные преподаватели
- Б. П. Вейнберг — физик
- Н. Н. Ворожцов (старший) — химик
- Е. Л. Зубашев — химик
- М. Н. Иванов
- Г. Э. Иоганзен — биолог
- Н. Ф. Кащенко — биолог
- М. К. Коровин — геолог
- В. Д. Кузнецов — физик
- А. А. Кулябко — физиолог
- Я. И. Михайленко — химик
- Ф. Э. Молин — математик
- В. Л. Некрасов — математик
- М. Д. Рузский — биолог
- В. Н. Саввин — медик
- В. В. Сапожников — географ
- М. А. Усов — геолог